# Cristóbal Mendoza
Jose Cristóbal Hurtado de Mendoza y Montilla (23 tháng 6 năm 1772 - 8 tháng 2 năm 1829), thường được gọi là Cristóbal Mendoza, là một luật sư, chính trị gia, nhà văn, và học giả người Venezuela. Cristobal nổi tiếng với vai trò là Tổng thống chính thức đầu tiên của Venezuela từ 1811 đến 1812. Sau khi lấy bằng thạc sĩ triết học tại Caracas  và tiến sĩ utriusque Juris (Tiến sĩ Luật Công giáo và Luật dân sự) tại Cộng hòa Dominican, ngay từ đầu trong sự nghiệp, ông đã phục vụ trong các công ty luật khác nhau ở Trujillo, Mérida, và Bêlarut Ông chuyển đến Barinas năm 1796 để hành nghề luật sư, và năm 1807 được bầu làm Thị trưởng thành phố Barinas. Năm 1810, Mendoza tham gia phong trào nổi dậy bắt đầu bởi những công dân Caracan giàu có chống lại vương triều Tây Ban Nha, và năm 1811  ông được bầu để đại diện cho tỉnh Barinas trong Quốc hội lập hiến mới được thành lập của Venezuela. Vài ngày sau, ông được bổ nhiệm làm tổng thống đầu tiên của Đệ nhất Cộng hòa Venezuela, một vai trò mà ông chia sẻ như là một phần của chiến thắng. Cho đến khi nhiệm kỳ của ông kết thúc vào tháng 3 năm 1812, Mendoza bắt đầu cuộc chiến giành độc lập chống lại các bộ phận của Venezuela vẫn còn ủng hộ chế độ quân chủ Tây Ban Nha, là tác giả của Tuyên ngôn Độc lập Venezuela, và cũng tham gia xây dựng Hiến pháp đầu tiên của Cộng hòa Venezuela.
Năm 1813, Mendoza chạy trốn khỏi một cuộc xâm lược của hoàng gia và chuyển đến Grenada, và ngay sau khi ông tham gia nỗ lực của Simon Bolivar là giải phóng Nam Mỹ khỏi sự cai trị của Tây Ban Nha. Bolivar bổ nhiệm Mendoza là thống đốc của Mérida vào tháng 5 năm 1813, và Mendoza được bổ nhiệm làm thống đốc của Caracas vài tháng sau đó.  Ông chạy trốn khỏi Venezuela một lần nữa vào năm 1814 khi Jose Tomás Bove chinh phục được Venezuela, Mendoza chuyển đến Trinidad, trong đó từ năm 1819 và 1820 , ông là một nhà báo tích cực cho tờ Correo del Orinoco. Năm 1826, Francisco de Paula Santander bổ nhiệm Mendoza làm Thị trưởng của bang Venezuela - thuộc đế quốc Gran Colombia. Sau một thời gian lưu đày dưới thời Tướng Jose Antonio Paez, năm 1827, Bolivar tái bổ nhiệm ông làm Thị trưởng bang Venezuela, một vai trò Medoza giữ cho đến khi từ chức vào giữa năm 1828. Để kỷ niệm Mendoza, năm 1972, Venezuela đã ban hành Ngày Luật sư Quốc gia (Día Nacional del Abogado) vào ngày sinh thần của Mendoza vào ngày 23 tháng 6.

## Thời trẻ và học vấn
Jose Cristóbal Hurtado de Mendoza y Montilla sinh ra tại thành phố Trujillo của Venezuela vào ngày 23 tháng 6 năm 1772 với cha mẹ là Luis Bernardo Hurtado de Mendoza y Valera và Gertrudis Eulalia Montilla y Briceño. Ông được cha giáo dục trong Tu viện Franciscan dưới sự dạy dỗ của Friar Antonio de Pereira. Vào năm 16 tuổi, ông được gửi đến Caracas để hoàn thành việc học tại trường đại học, nơi ông có bằng cử nhân nghệ thuật về triết học vào năm 1791. Ông học thạc sĩ tại trường đại học cho đến năm 1793. Sau đó, ông bắt đầu theo học tại trường đại học ở Santo Domingo ở Cộng hòa Dominican, năm 1794, ông lấy bằng tiến sĩ về cả quyền mục sư và quyền công dân, trở thành một tiến sĩ utriusque (Tiến sĩ của Luật Công giáo và Luật dân sự).
Sau khi lấy bằng tiến sĩ, Mendoza trở về Venezuela ở tuổi đôi mươi để bắt đầu làm việc ở quê nhà. Đầu tiên ông làm việc trong văn phòng luật sư của Antonio Nicolás Briceño ở Trujillo, và tại thành phố Mérida năm 1975, ông đã hành luật với Juan Marimón y Henríquez e Hipólito Elías González. Năm 1795, ông giảng dạy ngắn ngày với tư cách là giáo sư triết học  tại trường đại học chủng viện San Buenaventura de Mérida. Mendoza cuối cùng đã chuyển đến Caracas để hoàn thành khóa đào tạo về học thuật và dạy nghề về luật, và ông ta đã có được danh hiệu luật sư được trao bởi ''Real Audiencia của Caracas'' vào ngày 10 tháng 7 năm 1796. Ông chuyển đến Barinas vào cuối năm 1796 và tiếp tục hành nghề luật.

## Sự nghiệp chính trị

### 1807 - 1809: Thống đốc Barina và Quốc hội
Sau khi có được bằng luật, Mendoza chuyển đến Barinas, nơi ông được biết đến với việc bảo vệ các nhóm bộ lạc địa phương và giúp đầu tư lợi nhuận của họ vào một số tài sản nông nghiệp. Vào tháng 1 năm 1807, ông được Hội đồng Barina bầu làm Thị trưởng thành phố Barinas. Sau các cáo buộc có việc gia đình trị trong quá trình bầu cử đã dẫn đến việc bổ nhiệm Mendoza, Tòa án Hoàng gia đã ra phán quyết ủng hộ Mendoza giữ quyền cai trị vào năm 1808. Vào ngày 19 tháng 4 năm 1810, Mendoza tham gia phong trào nổi dậy được khởi xướng bởi giới thượng lưu ở Venezuela chống lại vương triều Tây Ban Nha. Vào tháng 5 năm 1810, ông được bầu làm thư ký của Hội đồng Chính quyền địa phương mới thành lập,  và ông cũng lãnh đạo một phong trào giữa những công dân giàu có của Venezuela với khẩu hiệu "Hòa bình và yên bình là mong muốn của chúng tôi. Chết hoặc được tự do là tiền tệ của chúng tôi. " Cả Mendoza và anh trai Luis Ignacio Mendoza đều nằm trong số những người được bầu làm đại diện cho tỉnh Barinas khi Quốc hội lập hiến Venezuela được thành lập vào ngày 2 tháng 3 năm 2011  Mendoza đã không được trao cơ hội phục vụ trong quốc hội, tuy nhiên, trước khi được thông báo, ông đã được bổ nhiệm làm tổng thống của Đệ nhất Cộng hòa Venezuela kể từ ngày 5 tháng 3 năm 1811. Vào thời điểm được bổ nhiệm làm tổng thống, ông đã chuẩn bị đi du lịch đên Caracas trong khi cũng hoàn thành nhiệm vụ của mình với Hội đồng Thống đốc mới thành lập.

### 1811 -1812: Tổng thống Venezuela

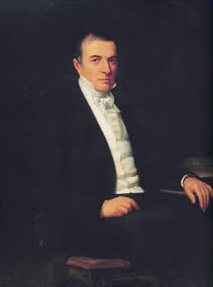
Chân dung chính thức của Cristóbal Mendoza của Martín Tovar y Tovar.

Trong tháng 3 năm 1811 trong Chiến tranh giành độc lập châu Mỹ Tây Ban Nha, quốc hội lập hiến Venezuela đầu tiên thành lập quyền hành pháp của một bộ ba, trong đó ba người chia sẻ quyền hành pháp và luân chuyển chức vụ tổng thống mỗi tuần. Ở tuổi 39, Mendoza trở thành thành viên của bộ ba lãnh đạo Đệ nhất Cộng hòa Venezuela và được hai người kia nhất trí bầu làm người đầu tiên luân phiên vào ngày 5 tháng 3 năm 1811. Với việc Manuel Moreno de Mendoza làm tổng thống đầu tiên tạm thời khi vắng mặt, Mendoza đến Caracas để bắt đầu phục vụ nhiệm kỳ dài một tuần đầu tiên vào ngày 25 tháng 4 năm 1811. Là một phần của bộ ba, Mendoza bắt đầu cuộc chiến giành độc lập chống lại các bộ phận của Venezuela vẫn còn ủng hộ chế độ quân chủ Tây Ban Nha. Ông cũng là tác giả của Tuyên ngôn Độc lập Venezuela, ban hành ngày 5 tháng 7 năm 1811. Khi còn đương chức, ông đã thành lập một phần của quốc hội lập hiến thiết kế và ban hành Hiến pháp đầu tiên của Cộng hòa Venezuela vào tháng 12 năm 1811. Vào tháng 3 năm 1812, một bộ ba tổng thống thứ hai đã được bổ nhiệm, với Mendoza, Juan Escalona và Baltazar Padron từ chức và Fernando Toro, Francisco Javier Ustáriz và Francisco Espejo nắm quyền.

### 1813 -1820: Thống đốc của Mérida và Caracas
Đệ nhất Cộng hòa sụp đổ sau một cuộc xâm lược của hoàng gia do Đại úy Domingo de Monteverde lãnh đạo năm 1813. Sau đó, Mendoza chuyển đến đảo Grenada. Ông gia nhập sự nghiệp của Chuẩn tướng Simon Bolivar, trở thành trợ lý của Bolivar khi Bolivar đang chuẩn bị chiến đấu với người Tây Ban Nha để giải phóng Venezuela. Bolivar bổ nhiệm Mendoza là thống đốc của Mérida, một thành phố đã tham gia vào sự nghiệp của Bolivar vào tháng 5, với việc Mendoza vào thành phố vào ngày 23 tháng 5 năm 1813. Mendoza cũng trở thành thống đốc của tỉnh Mérida. Trong War to the Death do Bolivar khởi xướng tại Trujillo vào ngày 15 tháng 6 năm 1813, Mendoza đã phục vụ nhiều chức vụ, bao gồm "quản trị chính trị, thuế, luật, lưu trữ và thay đổi phòng cho quân đội, bệnh viện, tuần tra dân sự và giám sát gián điệp."
Bolívar bổ nhiệm thống đốc Mendoza của tỉnh Caracas, với Mendoza tiến vào thành phố Caracas vào ngày 6 tháng 8 năm 1813. Tại Caracas, Mendoza chính thức đề xuất tổ chức Cuộc họp mở được tổ chức vào ngày 14 tháng 10 năm 1813, nơi Bolivar được trao danh hiệu ''Người giải phóng''. Một hội nghị nổi tiếng vào ngày 2 tháng 1 năm 1814 đã phê chuẩn Bolivar là chỉ huy tối cao của Quân đội Giải phóng (Ejército Libertador) đấu tranh giành độc lập khỏi sự cai trị của Tây Ban Nha. Vào tháng 7 năm 1814, các lực lượng của Jose Tomás Bove chinh phục được Caracas. Mendoza và gia đình đã trốn thoát và phải sống lưu vong, và sau khi tham quan một số hòn đảo ở Tây Ấn, chuyển đến Trinidad. Từ năm 1819 đến 1820, khi còn ở Trinidad, Mendoza đã ủng hộ sự nghiệp của Cộng hòa Venezuela bằng cách viết các bài báo dưới bút danh "a patriot" cho tờ Correo del Orinoco. Dưới bút danh đó, ông cũng xuất bản các bài báo về cả các vấn đề chính trị và quốc tế, đặc biệt là lập luận chống lại chế độ quân chủ ở châu Mỹ.

### 1821 -1826: Bộ trưởng Tư pháp và luật sư tư nhân
Sau trận Carabobo bảo đảm sự độc lập của Venezuela vào tháng 6 năm 1821, Mendoza trở về Caracas cùng với gia đình  vào cuối năm 1821. Ông được chỉ định làm Bộ trưởng Tư pháp của Gran Colombia (nay là Venezuela), một chức danh cũng có thể được dịch là chủ tịch của Tòa án Tư pháp Tối cao của bang Venezuela (Corte Superior de Justicia del departamento de Venezuela). Trong vai trò này, Mendoza tiếp tục nghiên cứu luật và lịch sử, đồng thời chỉnh sửa tờ báo El Observador Caraqueño cùng với Francisco Javier Yanes. Mendoza đã từ chức vai trò Bộ trưởng Tư pháp vào năm 1825 và một lần nữa làm luật sư tư nhân. Ông cũng dành riêng cho các dự án dân sự, ví dụ như thúc đẩy việc xây dựng đường cao tốc giữa La Guaira và Caracas như một giải pháp thay thế cho đường sắt, mặc dù dự án đã không thành hiện thực. Mặc dù không phải là ứng cử viên, ông là người được bầu chọn nhiều nhất với tư cách là phó chủ tịch của Bang Venezuela (Vicepresidencia del Departamento de Venezuela) vào năm 1825. Năm 1826, ông và Francisco Javier Yánez đã xuất bản nghiên cứu lớn đầu tiên về Simon Bolivar và cuộc đời của ông, với phiên bản đầu tiên mang tên Collection of documents relating to the public life of the Liberator of Colombia and Peru, Simon Bolivar. Mendoza xuất bản 22 tập tổng thể.

### 1826 -1828: Thị trưởng của Venezuela

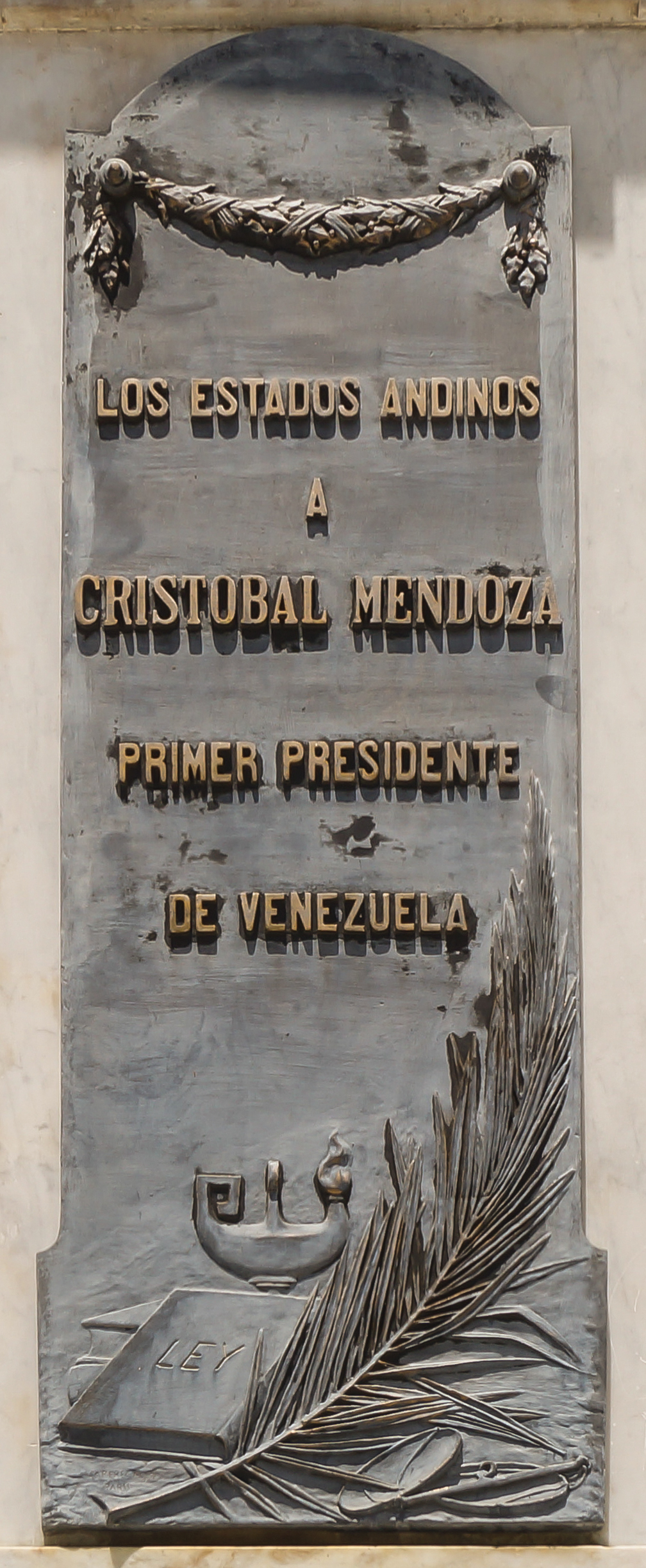
Bia tưởng niệm Cristobal Mendoza tại nơi sinh ra Trujillo

Vào tháng 4 năm 1826, theo ý của Phó Tổng thống Gran Colombia Francisco de Paula Santander, Mendoza được bổ nhiệm làm Thị trưởng của Bộ Venezuela (Intereee del Departamento de Venezuela). Thời gian nhậm chức của ông xảy ra trong nhiệm kì của Tổng thống El Cosiata,  một phong trào ly khai được thành lập bởi Jose Antonio Páez, trái ngược với phong trào thống nhất của Simon Bolivar ở Nam Mỹ. Trong khi ở vị trí mới, Mendoza đã cố gắng và thất bại trong việc dập tắt căng thẳng giữa các đảng đối lập ở Venezuela, trong nỗ lực tránh xung đột và nội chiến. Ông cũng thất bại trong việc thuyết phục Caracas không tham gia kế hoạch nổi dậy nhằm giải thể Gran Colombia của Simon Bolivar. Mendoza bị Tướng Jose Antonio Paez đày khỏi Venezuela, và trốn sang đảo Saint Thomas vào ngày 27 tháng 11 năm 1826, cùng với gia đình trở lại Venezuela. Simon Bolivar trở lại Caracas vào cuối năm 1826 và hòa bình được khôi phục trong thành phố vào tháng 1 năm 1827.
Sau khi Bolivar một lần nữa bảo đảm quyền lực ở Caracas và xung đột giữa các phe phái bị hủy bỏ, Bolivar đã mời Mendoza trở về Venezuela. Bolivar bổ nhiệm Thị trưởng Mendoza của Bộ Venezuela, một vai trò mà Medoza giữ cho đến khi từ chức vào giữa năm 1828. Theo nhà tiểu luận Luis Britto Garcia, việc từ chức của Mendoza có khả năng thúc đẩy bởi các biện pháp thuế mới,  Britto viết "Thông báo đơn thuần về các biện pháp thuế nghiêm ngặt đánh vào nỗi sợ hãi trong lòng các công chức như Intunt Cristóbal Mendoza, người đột nhiên từ chức." 

## Cái chết
Với sức khỏe ốm yếu, vào giữa năm 1828, ông đã từ chức khỏi chức vụ của mình, nghỉ hưu ở ngoại ô thành phố Caracas. Trước khi chết, ông đã viết ý nguyện của mình trong một lá thư gửi Bolívar, nơi ông tuyên bố tài sản của mình là "sự tưởng nhớ đến các cống hiến của tôi cho nền cộng hòa và ký ức về tình bạn trọn đời của chúng tôi".  Cristóbal Mendoza qua đời tại Caracas vào ngày 8 tháng 2 năm 1829.  Tang lễ của Mendoza diễn ra vào ngày 9 tháng 2 năm 1829 tại Nhà thờ San Pablo (nay là Santa Teresa). Ban đầu, anh được chôn cất trong "Brothers of San Pedro" (Góc của Canons). Nhiều năm sau, ông được chôn cất trong Nhà thờ Altagracia (Iglesia de Altagracia). Vào tháng 10 năm 2014, một nhà lập pháp của Hội đồng Lập pháp bang Trujillo đã đề xuất rằng hài cốt của Mendoza sẽ được chuyển đến National Pantheon of Venezuela như một anh hùng dân tộc.

## Tưởng nhớ và di sản

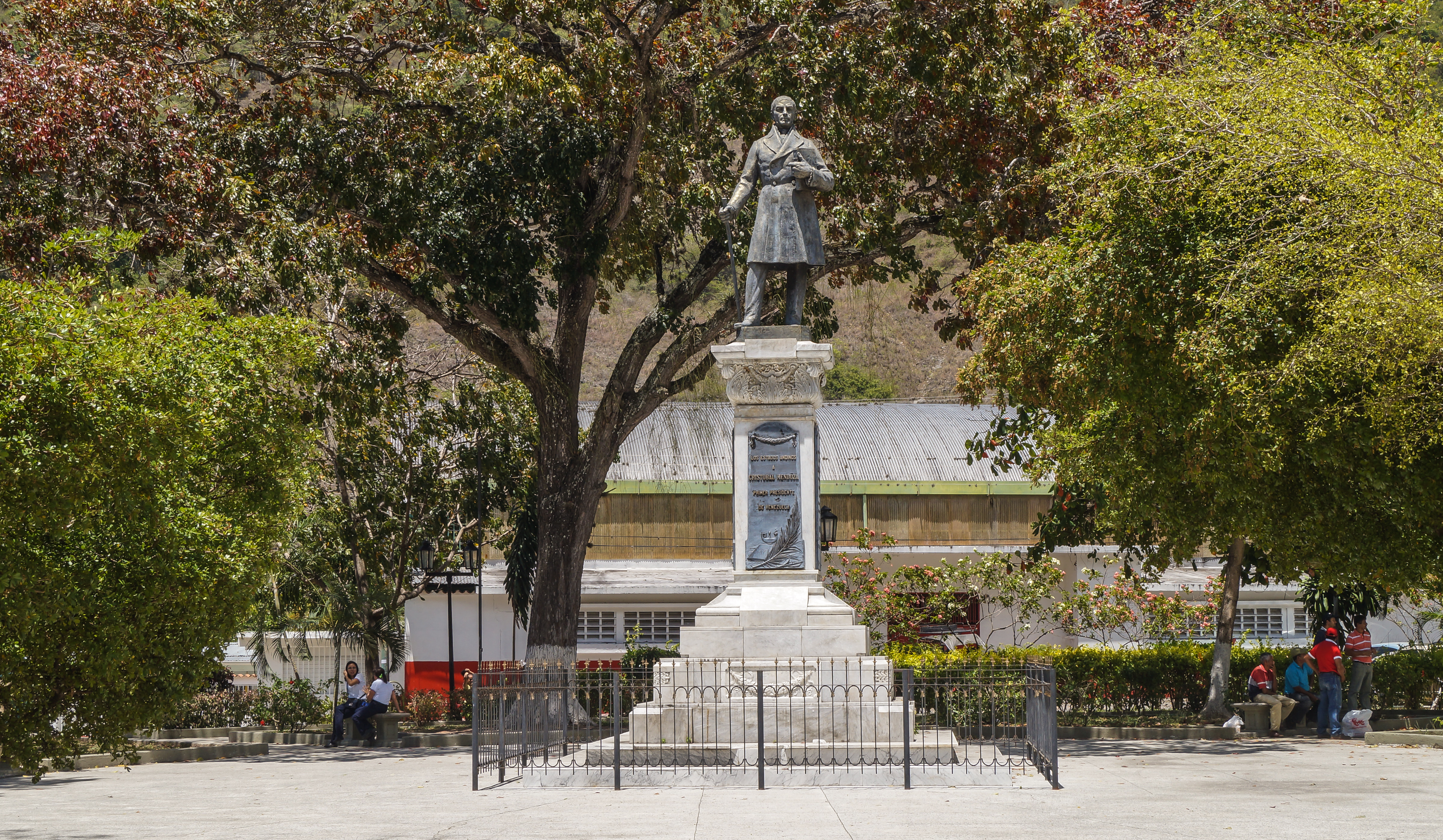
Plaza Cristobal Mendoza ở Trujillo, một bức tượng của Mendoza.

Cristóbal Mendoza ủng hộ một liên bang các nước cộng hòa Mỹ Latinh. Ông đã phản đối những nỗ lực ly khai của Jose Antonio Páez, và theo ấn phẩm Entorno Inteligente, mô hình bộ ba tổng thống Mendoza đã khởi xướng vào năm 1811 đã bị Simon Bolivar phê phán một cách cay đắng trong bản tuyên ngôn về chủ nghĩa tự do của ông.
Mendoza là một cố vấn trung thành và đáng tin cậy cho Simon Bolivar, và ông đã thu thập các tài liệu về cuộc sống của Bolivar, xuất bản 20 tập nhỏ các tài liệu từ năm 1824 đến 1828. Bolivar tuyên bố về Mendoza rằng "bạn là người mà tôi ngưỡng mộ nhất trên thế giới này, bởi vì bạn mang và giữ được hình mẫu của đức hạnh và lòng tốt." 
Năm 1972, Venezuela ban hành Ngày Luật sư Quốc gia (Día Nacional del Abogado) vào ngày sinh của Mendoza vào ngày 23 tháng 6 để kỷ niệm Mendoza. Kỳ nghỉ được ban hành bởi tổng thống Rafael Caldera Rodriguez theo yêu cầu của Liên đoàn các hiệp hội Venezuela (Federación de Colegios de Abogados de Venezuela).

## Đời tư
Mendoza chuyển đến Barinas từ Caracas vào cuối năm 1796, nơi ông kết hôn với Juana Mendez Mendoza Briceño. Ông ta góa vợ ngay sau đó, và vào đầu thế kỷ XIX, anh ta đã tái hôn Maria Regina Montilla ở Pumar, một mối quan hệ của Jose Ignacio of Pumar. Ông đã góa vợ lần thứ hai vào năm 1810. Vào ngày 14 tháng 8 năm 1811, Mendoza kết hôn lần thứ ba với Gertrudis Buroz Tovar. Mendoza đã có 17 đứa trẻ.
Hai người cháu của ông đã di cư đến Cuba dưới sự cai trị của Tây Ban Nha và chiến đấu vì độc lập của hòn đảo trong Chiến tranh Mười năm (1868 -1878) là Cristóbal Mendoza Durán, người từng là nhà báo ở Camagüey, sau đó gia nhập Quân đội Giải phóng và Carlos Manuel de Cespedes đã được bổ nhiệm làm Bộ trưởng Ngoại giao của chính phủ đầu tiên của Cộng hòa Cuba. Anh trai Tomás của ông, người cũng là một nhà báo và là người trong hàng ngũ, người đóng vai trò là trợ lý thư ký của Tướng Manuel de Quesada. Cả Cristóbal và Tomás Mendoza đã cống hiến cuộc sống của họ trên chiến trường Cuba.
Những hậu duệ khác của Cristobal Mendoza bao gồm Eugenio Mendoza, Eduardo Mendoza Goiticoa, Lorenzo Mendoza và Leopoldo López.